# Antônio da Costa Pinto Júnior
Antônio da Costa Pinto, primeiro e único barão e visconde de Oliveira (Santo Amaro, 23 de agosto de 1838 — Santo Amaro, 20 de dezembro de 1920), foi um sucroalcooleiro e político brasileiro. Proprietário de diversos engenhos de açúcar, foi vereador de Santo Amaro e coronel da Guarda Nacional.
Filho do conde de Sergimirim, e neto do português Antônio da Costa Pinto. Casou-se com sua prima Maria Rita Lopes da Costa Pinto, deixando descendência. Era cunhado do líder político baiano, o barão de Jeremoabo.
Cavaleiro e comendador da Imperial Ordem da Rosa e fidalgo cavaleiro da Casa Imperial. Recebeu o baronato por decreto de 6 de setembro de 1866, e o viscondado por decreto de 16 de fevereiro de 1880.